# Hofvijver

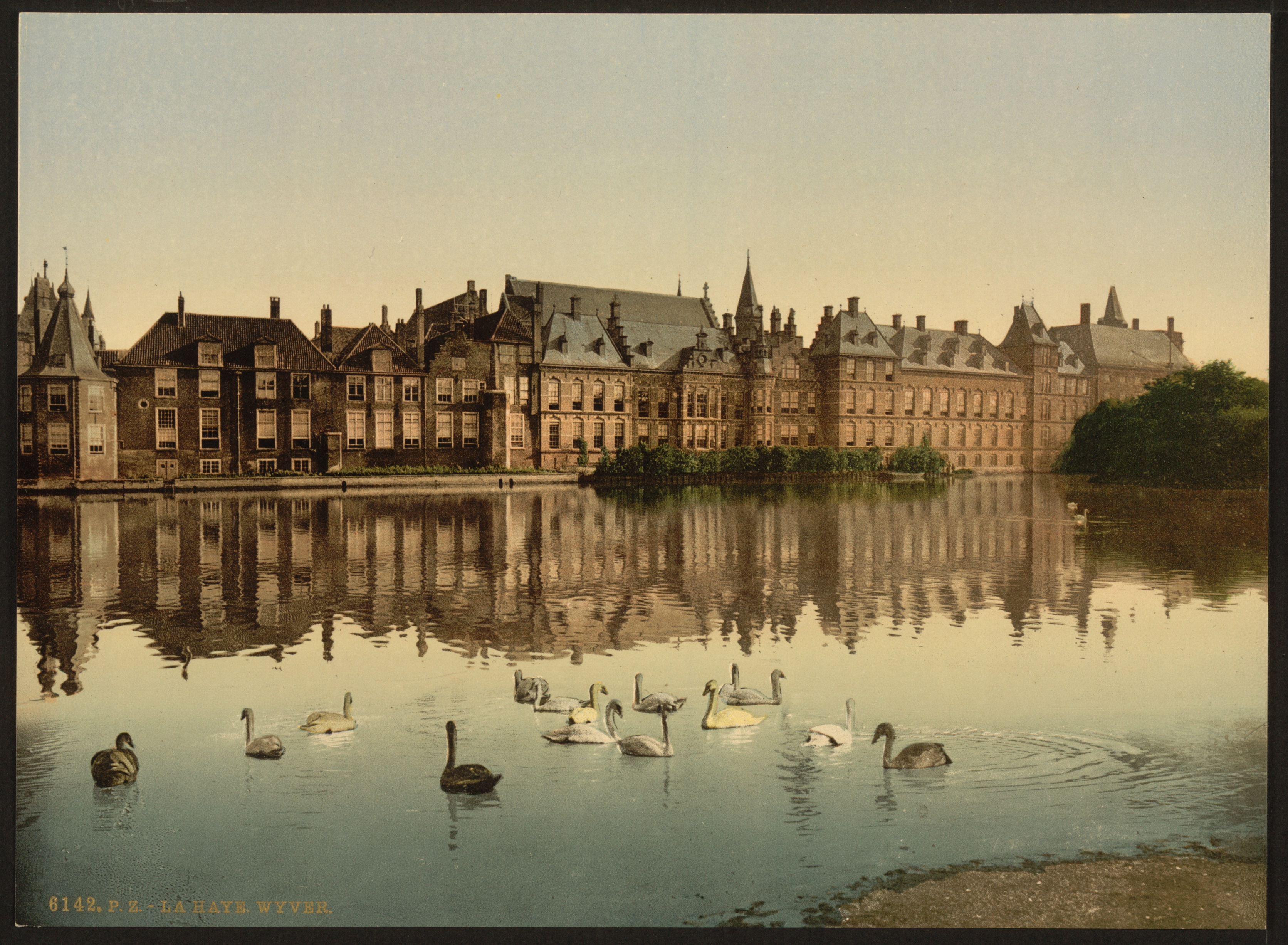
A Binnenhof látképe a Hofvijveren át a Lange Vijverbergról, 1900-ban

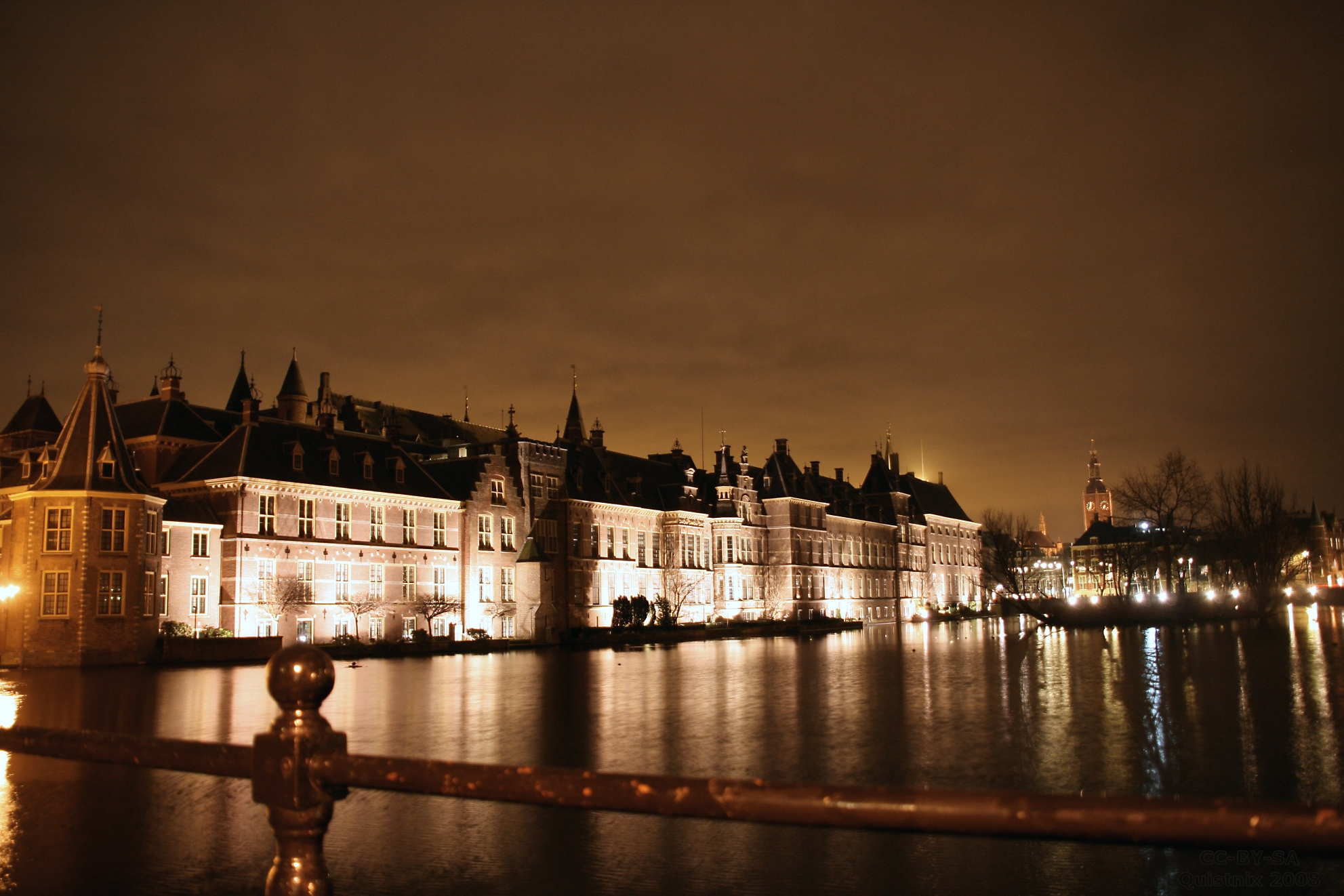
Látkép a Korte Vijverbergről éjszaka

A Hofvijver tó Hága városközpontjában. Keletről a  Korte Vijverberg  út határolja, déli oldalán van a Binnenhof a holland parlament (Staten-Generaal és a miniszterelnöki hivatal épületeivel, nyugaton a Buitenhof tér, északi oldalán pedig a Lange Vijverberg út. 
A közepén van egy szigetecske kis parkkal, amelynek hivatalos neve nincs, csak a "Vijverberg szigete" néven emlegetik.
Eredetileg egy természetes dűnetó volt, amelyet a Haagse Beek nevű patak és a Hágai-erdőből (Haagse Bos) jövő, manapság gyérvizű  Bosbeek táplált. A Haagse Beek még mindig táplálja a Hofvijvert, így a tó közvetlen kapcsolatban áll Kijkduin dűnéivel.  

## Fordítás
Ez a szócikk részben vagy egészben  a   Hofvijver című angol Wikipédia-szócikk ezen változatának fordításán alapul.  Az eredeti cikk szerkesztőit annak laptörténete sorolja fel. Ez a jelzés csupán a megfogalmazás eredetét és a szerzői jogokat jelzi, nem szolgál a cikkben szereplő információk forrásmegjelöléseként.